# USS Philadelphia (1861)
De derde USS Philadelphia (1861) was het vlaggenschip van schout-bij-nacht Samuel Philips Lee, waarop hij bevelhebber was in het Noord-Atlantische Blokkade Eskader tijdens de Amerikaanse Burgeroorlog. Na de Burgeroorlog werd ze doorverkocht en herdoopt tot "Ironsides".

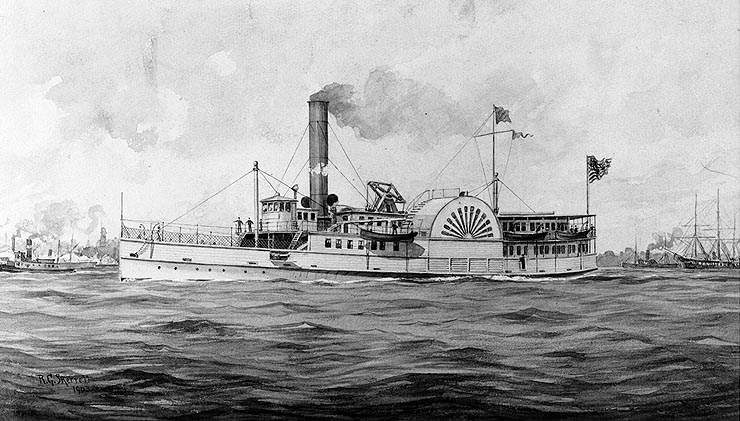
USS Philadelphia (1861)

## Beschrijving
Het stoomschip "USS Philadelphia" was uitgerust met twee grote raderwielen (ong. 10 m doorsnee) aan elke boordzijde en had een ijzeren rompconstructie. Ze werd gebouwd in Chester, Pennsylvania, in 1859, als handelsschip en ook voor passagiersvervoer, met dezelfde naam. Ze had een hoge smalle schoorsteen die ondersteund werd door kabels naar het bovendek en het stuurwielhuis, dat vooraan rond van vorm was. Dit wielhuis had inderdaad, zoals de naam het zegt, een groot dubbel dicht bijeen staand stuurwiel, dat voor de helft in de dekvloer ronddraaide. De "USS Philadelphia" had een dubbeldek dat achter de grote raderwielen uit een rondom overdekte galerij bestond. Daar waren de eerdere hutten voor de passagiers, maar tijdens de Successieoorlog waren het opslagplaatsen en hutten voor officieren en soldaten. De dubbele ijzeren raderwieloverkappingen staken hoger uit dan het stuurhuis. Ze had een evenhoge achtermast als de schoorsteen en vooraan het schip was een laadmast voorzien met voordekse laadcapaciteit en stond er een kaapstander. 
De raderwielaandrijving bestond uit horizontaal geplaatste schoepen, zoals bij een watermolen, die de voortstuwing voortbrachten. De raden werden doorgedraaid met, aan beide boordzijdes, grote bovendekse aandrijfarmen, zoals bij een stoomlocomotief of de Texaanse oliebron-"Ja-Knikkers". Het stoomschip voer op stoomkracht, dus op waterdrukketels en door kolen- of houtketels.

## Geschiedenis
Ze werd ingezet als handelsschip tussen Acquia Creek, Virginia en Washington D.C., totdat de Amerikaanse Burgeroorlog uitbrak. Ze werd opgevorderd voor de oorlog op 21 april 1861 en werd ze, in overeenkomst met een Presidentieel Besluit, naar de Washington Navy Yard scheepswerf gestuurd waar ze werd uitgerust voor Marinetaken. Daar kreeg ze ook twee 12-pounder kanonnen.
Met luitenant William N. Jeffers als bevelhebber, opereerde de "USS Philadelphia" op de Potomacrivier als gewapend patrouillevaartuig. In mei werd ze uitvoerig ingezet voor het transporteren van voorraden en munitievoorziening voor Fort Monroe, voor Philadelphia en voor New York.
Op de terugweg naar de Washington Navy Yard, rapporteerde Jeffers dat de stomer niet respectabel geschikt was voor andere actieve diensttaken, gericht op de oorlog.
Het raderstoomschip hernam haar vaartaken op de Potomacrivier weer op, in de loop van oktober 1861, in het bijzonder met het overbrengen van soldaten (Noordelijke Unie) naar de Benedenrivier, voor Fort Washington.
De "USS Philadelphia" werd daarna toch ingedeeld voor oorlogstaken, samen met het North Atlantic Blockading Squadron in oktober, en gedurende de maanden januari en februari 1862 diende ze als eskadervlaggenschip. De "USS Philadelphia" nam dan actief deel in de expeditie bij Hatteras Inlet in januari en diende als vlaggenstoomchip voor de vlagofficier Louis M. Goldsborough in de Slag bij Roanoke Island, North Carolina, op 7 en 8 februari 1862. Het marinestoomschip nam ook deel tijdens de inname van New Berne en later met deelnamens in de expeditie van Dismal Swalp Canal op 17 tot 20 april.
Van augustus 1863 tot aan 1865 was de "USS Philadelphia" het vlaggenschip van de South Atlantic Blockading Squadron.
Het hoogtepunt van haar activiteiten gedurende deze periode was haar deelname in de operatie tegen Charleston, South Carolina in de herfst van 1863.
Met de beëindiging van de vijandelijkheden tussen Noord en Zuid, werd de "USS Philadelphia" teruggestuurd naar de Marinescheepswerf van Washington Navy Yard, waar ze uit actieve Marinedienst werd gesteld op 31 augustus 1865. Ze werd verkocht als publieke veiling op 15 september naar de heren N. L. en G. Griswold. Ze werd herdoopt als "Ironsides" in 1869. Ze ging daarna verloren doordat ze aan de grond liep in Hog Island, Virginia, op 29 augustus 1873.

## USS Philadelphia (1861)
- Gebouwd: Chester, Pennsylvania 1859 - (als passagiersschip en vooral als handelsschip)
- Opgevorderd door de Unie Navy: 21 april 1861
- Uit dienst gsteld: 31 augustus 1865 - (na de Amerikaanse Burgeroorlog)
- Feit: Verkocht op 15 september 1865 - (als "Ironsides")
- Verloren: 29 augustus 1873 - (Hog Island, Virginia)

### Algemene kenmerken
- Waterverplaatsing: 500 ton
- Lengte: 200 voet - 61 m
- Breedte: 30 voet - 9,15 m
- Diepgang: 10 voet - 3 m
- Aandrijving: Stoomkracht (waterketels en kolen of houtblokken)
- Bewapening: 2 × 12-ponders